# Trégrom
Trégrom (/tʁe.gʁɔm/) est une commune du Trégor située dans le département des Côtes-d'Armor, en région Bretagne (France).

## Géographie
Trégrom se situe au centre du Trégor et a pour voisins Pluzunet, Saint-Eloi, Louargat, Belle-Isle-en-Terre, et Le Vieux-Marché dont il est séparé par le Léguer. La commune est d'ailleurs célèbre pour sa « plage », zone aménagée de la rive droite de ce fleuve pour la détente et la baignade. Un peu plus loin se situe le célèbre viaduc, construit dans la première moitié du XIXe siècle pour que la ligne de chemin de fer Paris-Brest puisse enjamber la vallée.
| Le Vieux-Marché  |         | Pluzunet            |
|                  | Trégrom | Louargat            |
| Plounévez-Moëdec |         | Belle-Isle-en-Terre |

### Hydrographie
Pour un article plus général, voir Réseau hydrographique des Côtes-d'Armor.
La commune est située dans le bassin Loire-Bretagne. Elle est drainée par le Léguer, le Frout, le ruisseau de Kerélo et le ruisseau le Frout,,.
Le Léguer, d'une longueur de 58 km, prend sa source dans la commune de Bourbriac et se jette dans la baie de Lannion en limite de Lannion et de Trédrez-Locquémeau, après avoir traversé 15 communes. Les caractéristiques hydrologiques du Léguer sont données par la station hydrologique située sur la commune de Belle-Isle-en-Terre. Le débit moyen mensuel est de 4,87 m3/s. Le débit moyen journalier maximum est de 67,1 m3/s, atteint lors de la crue du 26 janvier 1995. Le débit instantané maximal est quant à lui de 85,2 m3/s, atteint le 12 décembre 2000.
Un plan d'eau complète le réseau hydrographique : la retenue de Pont Louars, d'une superficie totale de 0,6 ha (0,29 ha sur la commune),.

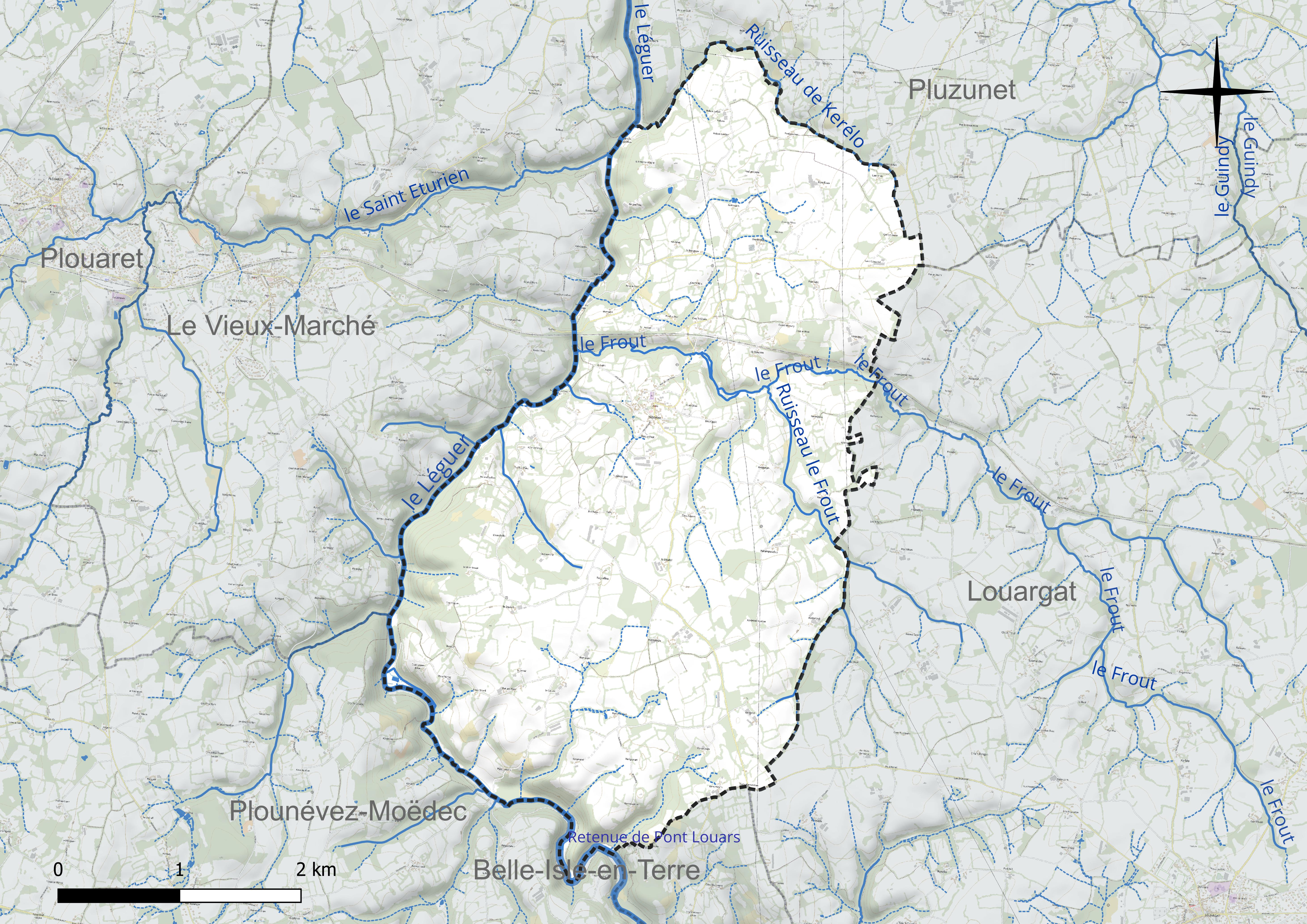
Réseau hydrographique de Trégrom.

### Climat
Pour des articles plus généraux, voir Climat de la Bretagne et Climat des Côtes-d'Armor.
En 2010, le climat de la commune est de type climat océanique franc, selon une étude du CNRS s'appuyant sur une série de données couvrant la période 1971-2000. En 2020, Météo-France publie une typologie des climats de la France métropolitaine dans laquelle la commune est exposée à un climat océanique et est dans la région climatique Finistère nord, caractérisée par une pluviométrie élevée, des températures douces en hiver (6 °C), fraîches en été et des vents forts. Parallèlement l'observatoire de l'environnement en Bretagne publie en 2020 un zonage climatique de la région Bretagne, s'appuyant sur des données de Météo-France de 2009. La commune est, selon ce zonage, dans la zone « Intérieur  », exposée à un climat médian, à dominante océanique.  
Pour la période 1971-2000, la température annuelle moyenne est de 10,9 °C, avec une amplitude thermique annuelle de 10,6 °C. Le cumul annuel moyen de précipitations est de 896 mm, avec 15,4 jours de précipitations en janvier et 7,7 jours en juillet. Pour la période 1991-2020, la température moyenne annuelle observée sur la station météorologique la plus proche, située sur la commune de Lannion à 15 km à vol d'oiseau, est de 11,6 °C et le cumul annuel moyen de précipitations est de 929,5 mm,. Pour l'avenir, les paramètres climatiques de la commune estimés pour 2050 selon différents scénarios d’émission de gaz à effet de serre sont consultables sur un site dédié publié par Météo-France en novembre 2022.

## Urbanisme

### Typologie
Au 1er janvier 2024, Trégrom est catégorisée commune rurale à habitat très dispersé, selon la nouvelle grille communale de densité à 7 niveaux définie par l'Insee en 2022.
Elle est située hors unité urbaine et hors attraction des villes,.

### Occupation des sols
L'occupation des sols de la commune, telle qu'elle ressort de la base de données européenne d’occupation biophysique des sols Corine Land Cover (CLC), est marquée par l'importance des territoires agricoles (84 % en 2018), en augmentation par rapport à 1990 (82,8 %). La répartition détaillée en 2018 est la suivante : 
zones agricoles hétérogènes (61,7 %), terres arables (20,2 %), forêts (14,3 %), prairies (2,2 %), zones urbanisées (1,7 %). L'évolution de l’occupation des sols de la commune et de ses infrastructures peut être observée sur les différentes représentations cartographiques du territoire : la carte de Cassini (XVIIIe siècle), la carte d'état-major (1820-1866) et les cartes ou photos aériennes de l'IGN pour la période actuelle (1950 à aujourd'hui).

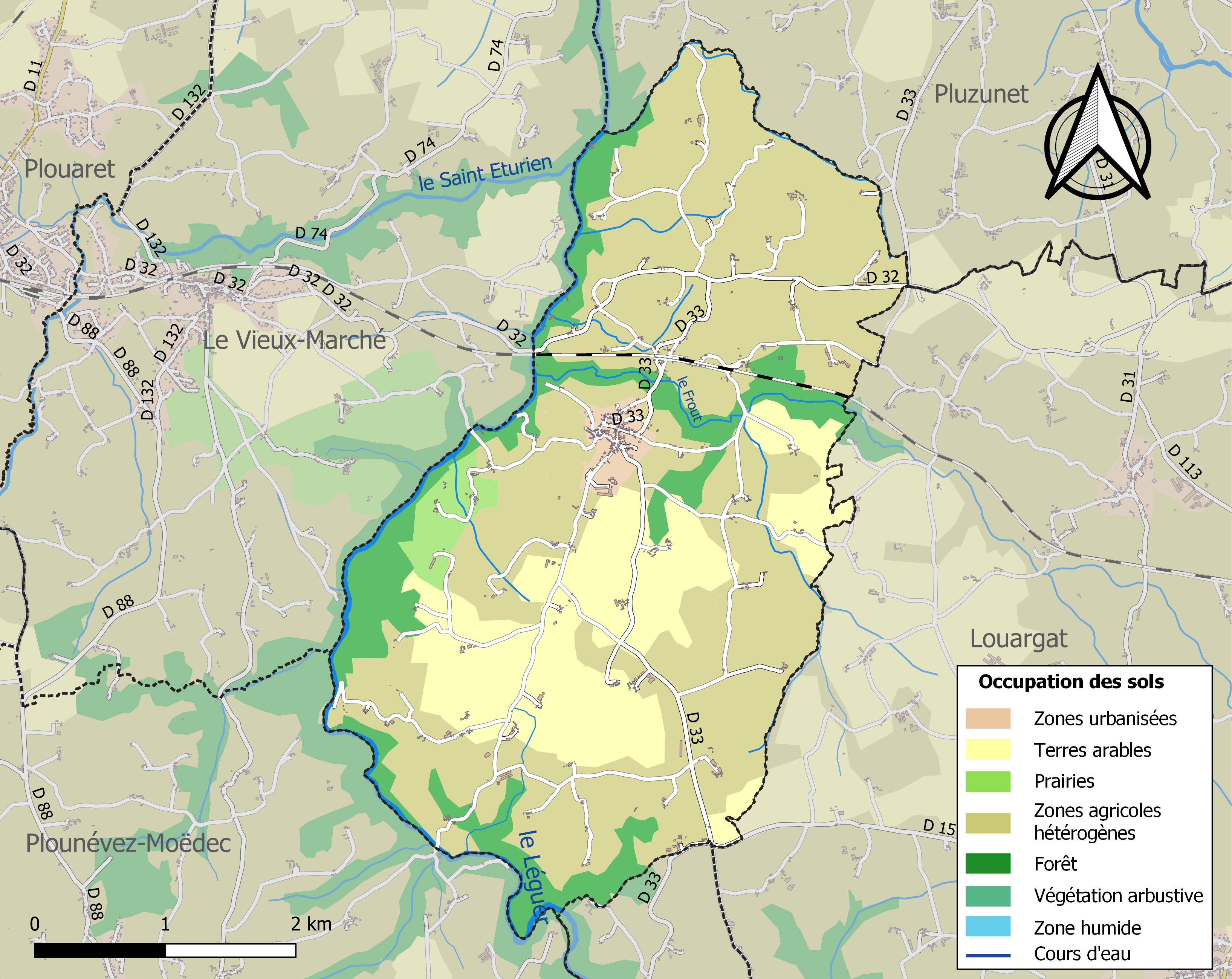
Carte des infrastructures et de l'occupation des sols de la commune en 2018 (CLC).

## Toponymie
Le nom de la localité est attesté sous les formes Tregroum en 1310, Tregrom dès 1330.
Trégrom est un composé, dont les éléments sont issus du breton treb « village » et du vieux breton croum ou crum « courbé » attesté comme nom de personne dans les chartes de l'abbaye de Beauport en 1271[réf. non conforme], dans ce cas, selon Jean-Claude Even[Qui ?], il pourrait signifier « la trève du (personnage) bossu, courbé »[réf. nécessaire].
Localement[Quoi ?] l'autre étymologie proposée est : « la trève située dans la courbe (de la rivière Léguer) ».

## Histoire

### Le Néolithique
Il existe des traces d'occupation des lieux depuis le néolithique, dont les menhirs de Keranscot (6,20 et 3,50 mètres).

### Le Moyen Âge
Au départ, la paroisse de Trégrom était un démembrement de celle de Louargat. Son économie s'appuyait sur la culture céréalière.

### LeXXesiècle

#### Les guerres duXXesiècle
Le monument aux morts porte les noms des 59 soldats morts pour la Patrie :
- 54 sont morts durant la Première Guerre mondiale ;
- 5 sont morts durant la Seconde Guerre mondiale.

#### La seconde Guerre mondiale
Pendant la Seconde Guerre mondiale, de nombreuses actions de la Résistance ont lieu sur le territoire de Trégrom, parmi lesquelles on compte trente-quatre déraillements ferroviaires.
- 1946 : la scène du déraillement du train blindé Apfelkern, dans le film de René Clément, La Bataille du rail a été tournée à la sortie de la gare de Trégrom, en direction de Rennes, sur un remblai qui enjambe le fleuve le Léguer. Pour la scène, le train roule à contrevoie. La scène a été réalisée sans trucage, c'est un vrai train qui est lancé dans la vallée. Photo de la courbe avec un X2400

## Héraldique
| Blason de Trégrom | Blason  | Fascé ondé d'or et d'azur aux sept annelets, à cheval sur les fasces, de l'un en l'autre, ordonnés 3, 3 et 1. |
| Blason de Trégrom | Détails | Le statut officiel du blason reste à déterminer.                                                              |

## Politique et administration

### Liste des maires
En 2001, Gildas Le Troadec ravit la mairie à François Le Bras avec six élus de sa liste sur les onze que compte le conseil. En 2008, Jean-François Le Bras, fils de François, se présente contre lui, mais n'obtient aucun siège. À l'issue de son deuxième mandat, Gildas Le Troadec, également président de Beg ar C'hra Communauté, ne se représente pas.
| Période                                  | Période                   | Identité                  | Étiquette | Qualité                                                                                          |
| ---------------------------------------- | ------------------------- | ------------------------- | --------- | ------------------------------------------------------------------------------------------------ |
| Les données manquantes sont à compléter. |                           |                           |           |                                                                                                  |
| septembre 1800                           | janvier 1808              | Yves Kérurien             |           | Cultivateur                                                                                      |
| Les données manquantes sont à compléter. |                           |                           |           |                                                                                                  |
| 1933                                     | 1940                      | Joseph Le Guen            |           |                                                                                                  |
| Les données manquantes sont à compléter. |                           |                           |           |                                                                                                  |
| avant 1950                               | mai 1953                  | Léon Tassel (1901-1959)   |           |                                                                                                  |
| mai 1953                                 | mars 1965                 | André Le Bras (1915-1989) |           | Chevalier du Mérite agricole                                                                     |
| mars 1965                                | mars 1977                 | Francis Le Guen           |           |                                                                                                  |
| mars 1977                                | mars 2001                 | François Le Bras          | DVD       | Chef d'entreprise Fils d'André Le Bras, maire de 1953 à 1965 Chevalier du Mérite agricole (2001) |
| mars 2001                                | mars 2014                 | Gildas Le Troadec         | UDB       | Infirmier Président de Beg ar C'hra Communauté (2008 → 2013)                                     |
| mars 2014                                | En cours (au 28 mai 2020) | Jean-François Le Bras     | DVD       | Agriculteur Fils de François Le Bras, maire de 1977 à 2001                                       |

Les élections municipales de mars 2014 ont été particulières à Trégrom puisqu'elles ont vu s'affronter trois listes dans ce village d'environ 400 habitants. À l'issue du premier tour, aucun candidat n'avait recueilli le nombre de voix suffisant pour être élu. La liste de Jean-François Le Bras, « Un nouvel élan pour Trégrom », a finalement remporté la quasi-totalité des sièges.

## Démographie
L'évolution du nombre d'habitants est connue à travers les recensements de la population effectués dans la commune depuis 1793. Pour les communes de moins de 10 000 habitants, une enquête de recensement portant sur toute la population est réalisée tous les cinq ans, les populations de référence des années intermédiaires étant quant à elles estimées par interpolation ou extrapolation. Pour la commune, le premier recensement exhaustif entrant dans le cadre du nouveau dispositif a été réalisé en 2007.

En 2022, la commune comptait 447 habitants, en évolution de +7,19 % par rapport à 2016 (Côtes-d'Armor : +1,78 %, France hors Mayotte : +2,11 %).
| 1793  | 1800 | 1806  | 1821  | 1831  | 1836  | 1841  | 1846  | 1851  |
| ----- | ---- | ----- | ----- | ----- | ----- | ----- | ----- | ----- |
| 1 590 | 789  | 1 265 | 1 280 | 1 385 | 1 410 | 1 403 | 1 430 | 1 426 |

| 1856  | 1861  | 1866  | 1872  | 1876  | 1881  | 1886  | 1891  | 1896  |
| ----- | ----- | ----- | ----- | ----- | ----- | ----- | ----- | ----- |
| 1 437 | 1 492 | 2 024 | 1 937 | 1 520 | 1 460 | 1 475 | 1 435 | 1 307 |

| 1901  | 1906  | 1911  | 1921  | 1926  | 1931 | 1936 | 1946 | 1954 |
| ----- | ----- | ----- | ----- | ----- | ---- | ---- | ---- | ---- |
| 1 234 | 1 223 | 1 222 | 1 157 | 1 100 | 973  | 928  | 821  | 729  |

| 1962 | 1968 | 1975 | 1982 | 1990 | 1999 | 2006 | 2007 | 2012 |
| ---- | ---- | ---- | ---- | ---- | ---- | ---- | ---- | ---- |
| 701  | 628  | 577  | 521  | 483  | 449  | 394  | 386  | 402  |

| 2017 | 2022 | - | - | - | - | - | - | - |
| ---- | ---- | - | - | - | - | - | - | - |
| 426  | 447  | - | - | - | - | - | - | - |

## Langue bretonne
L'adhésion à la charte Ya d'ar brezhoneg est votée par le Conseil municipal le 16 octobre 2007.

## Culture locale et patrimoine

### Lieux et monuments
- Église Saint-Brandan, de forme de croix latine, avec un clocher-mur. La partie basse du pignon occidental et les ailes datent du XVe siècle : le chœur, le haut du pignon ouest et la nef à six travées ont été reconstruits en 1895 - 1896[35]. À l'intérieur de l'église, dans le transept sud, se trouve l'enfeu des seigneurs de Coëtleguer qui passent pour avoir été les fondateurs de l'église. Celle-ci possède aussi un retable du XVIIe siècle, une statue de saint Brandan, un bénitier du XVe siècle qui est classé.

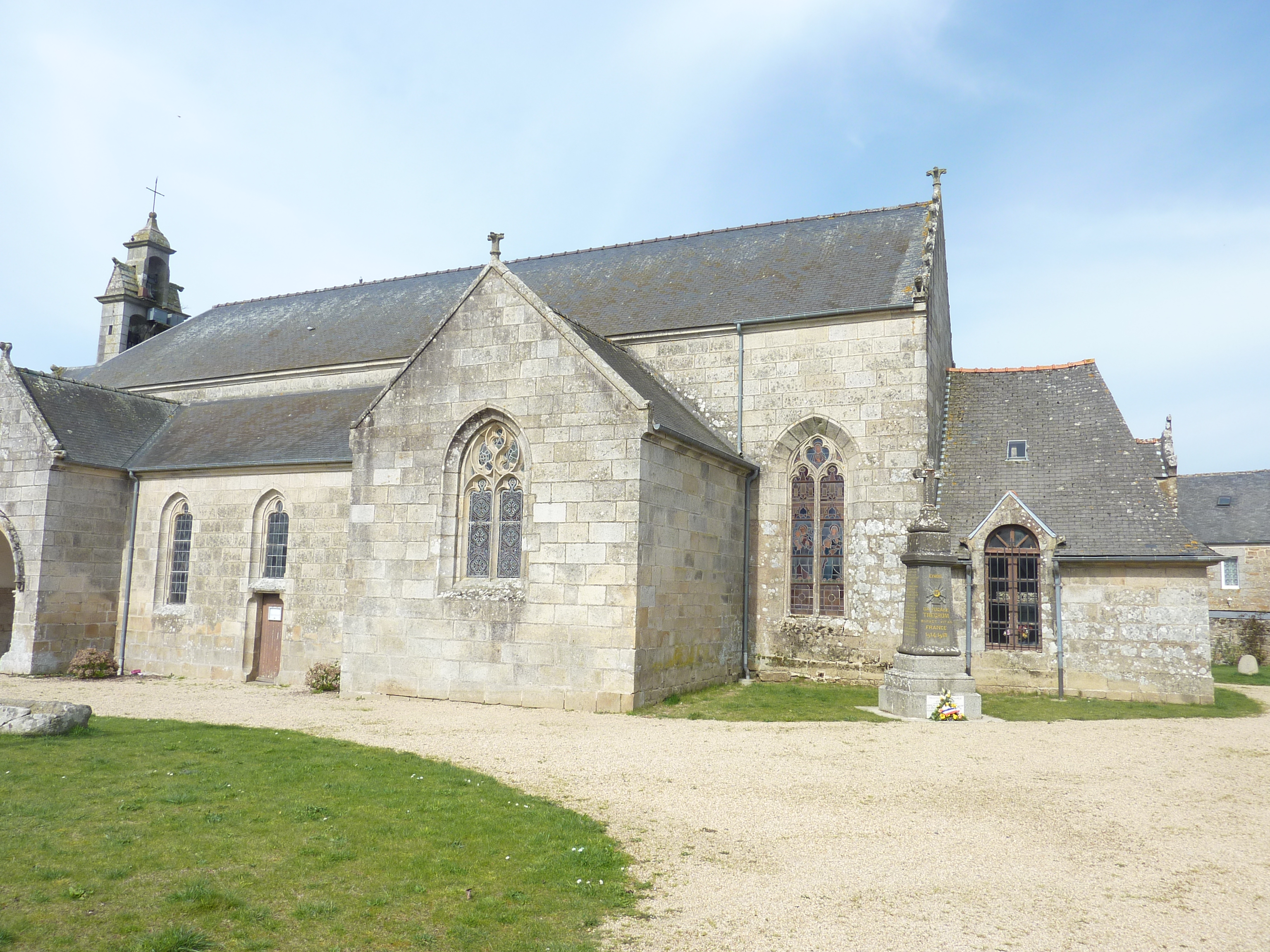
Trégrom : l'église paroissiale Saint-Brandan.
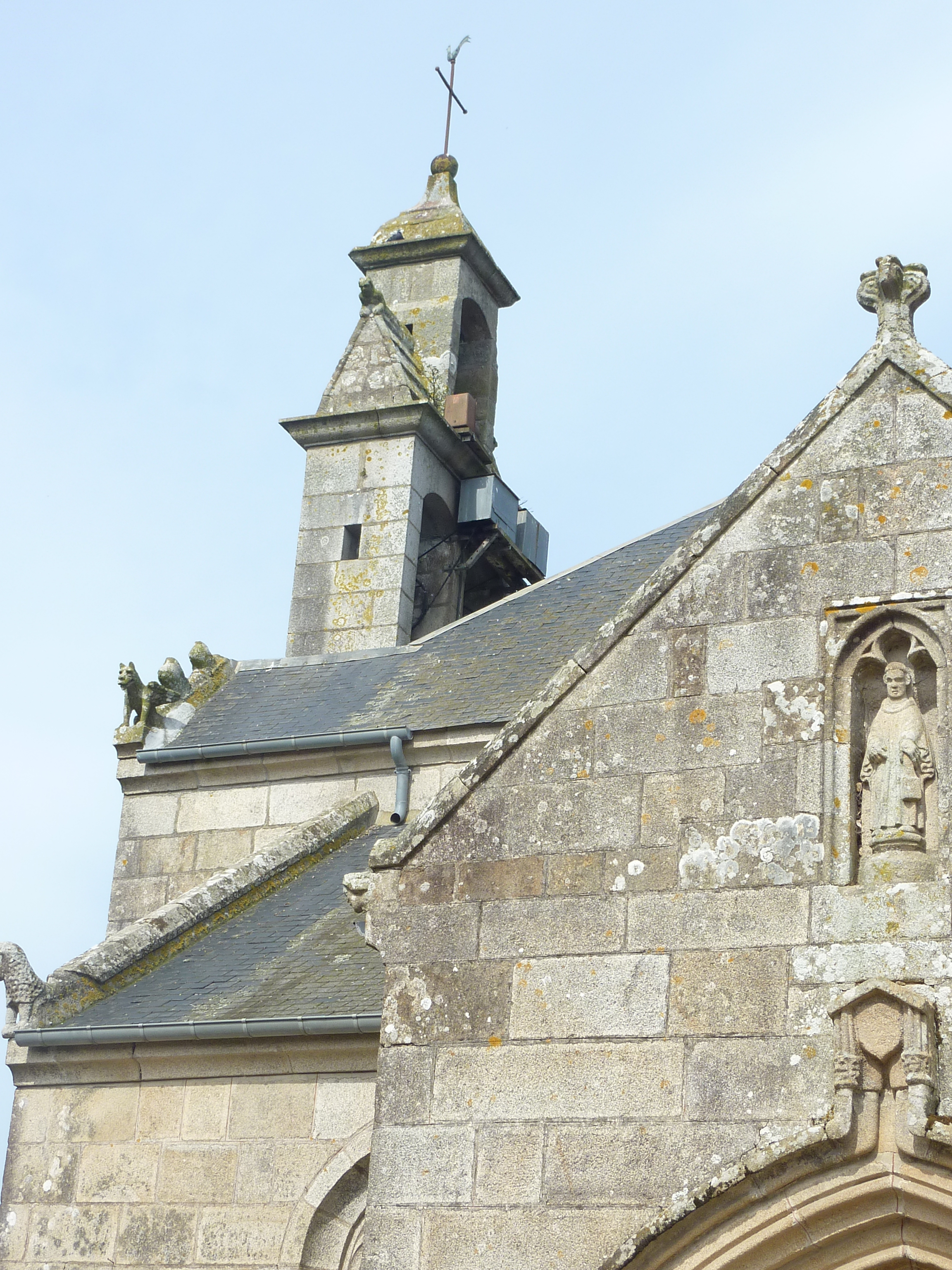
Trégrom : l'église paroissiale Saint-Brandan (détails).
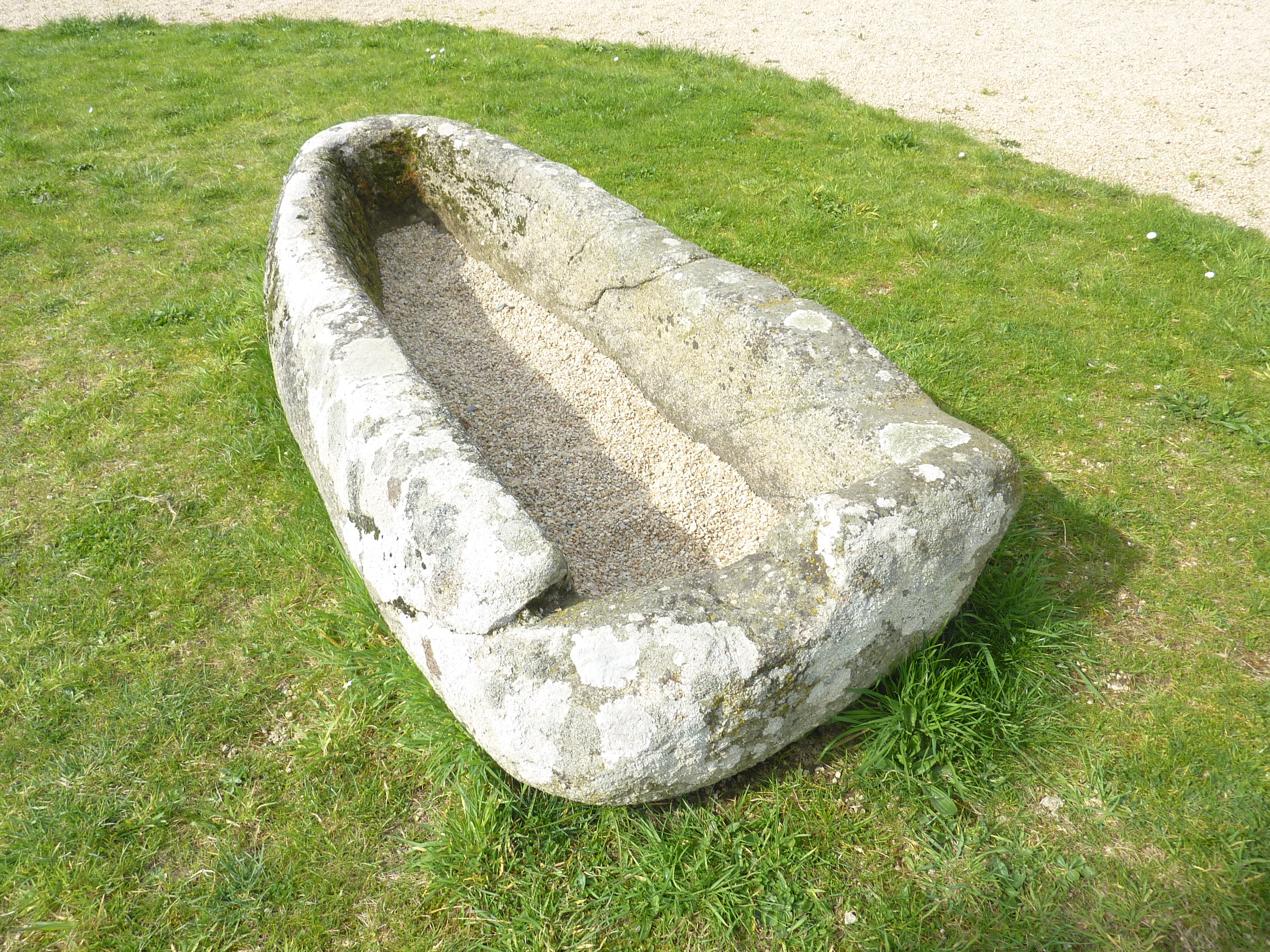
Trégrom : le « sarcophage de saint Brandan ».
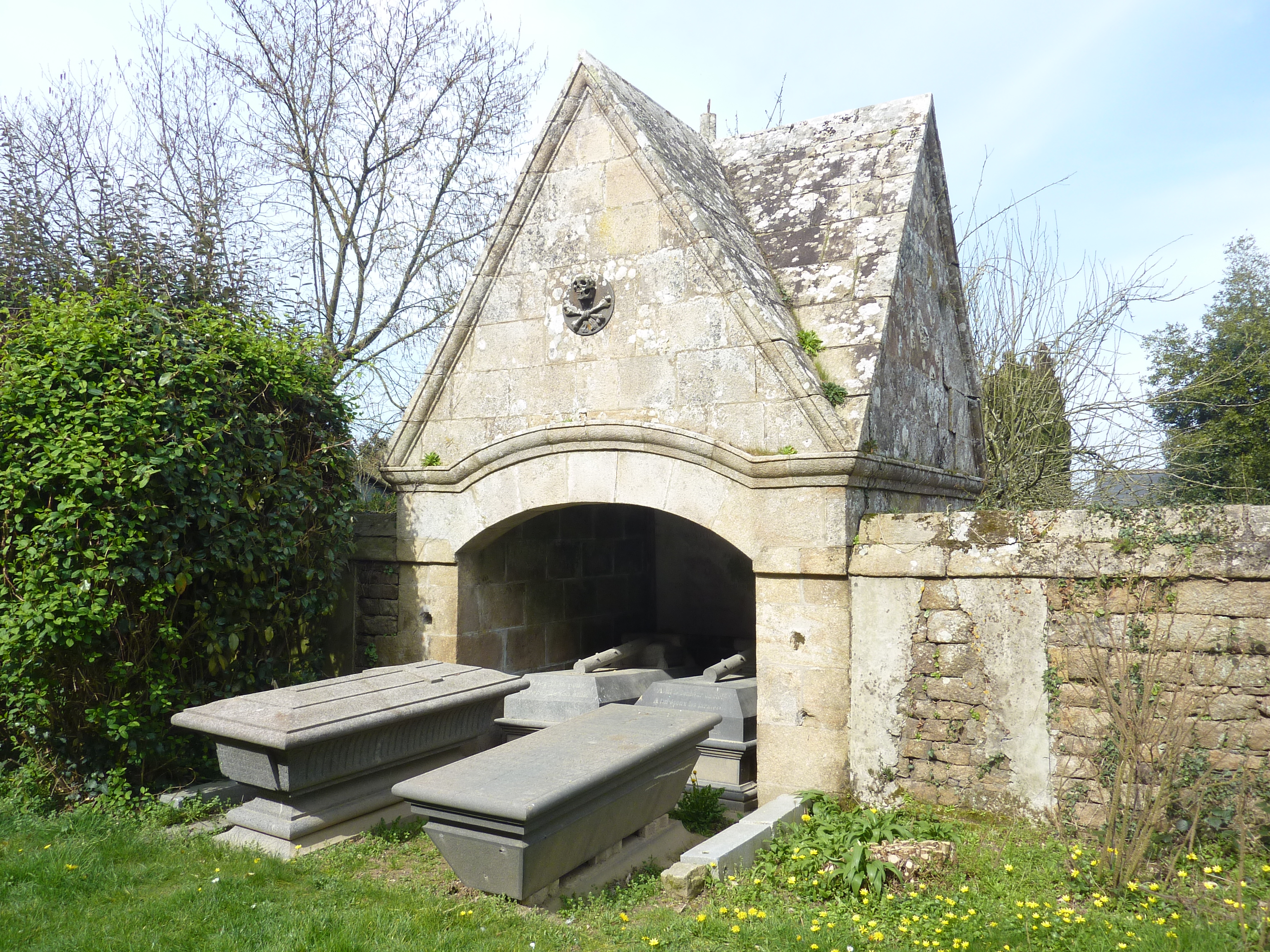
Trégrom : l'ossuaire (tombes de la famille Le Bourdonnec).
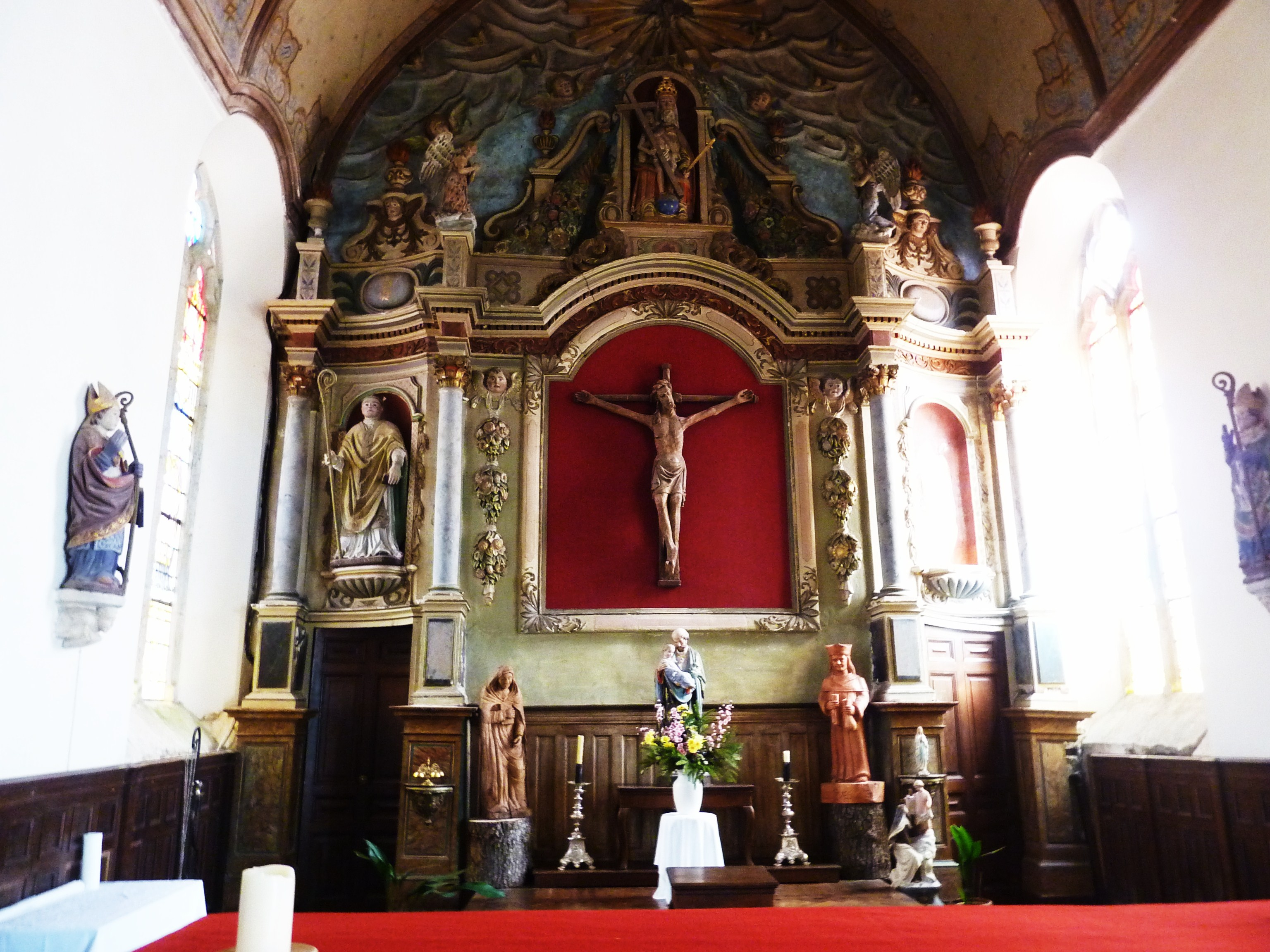
Trégrom : l'église paroissiale Saint-Brandan, autel latéral gauche.
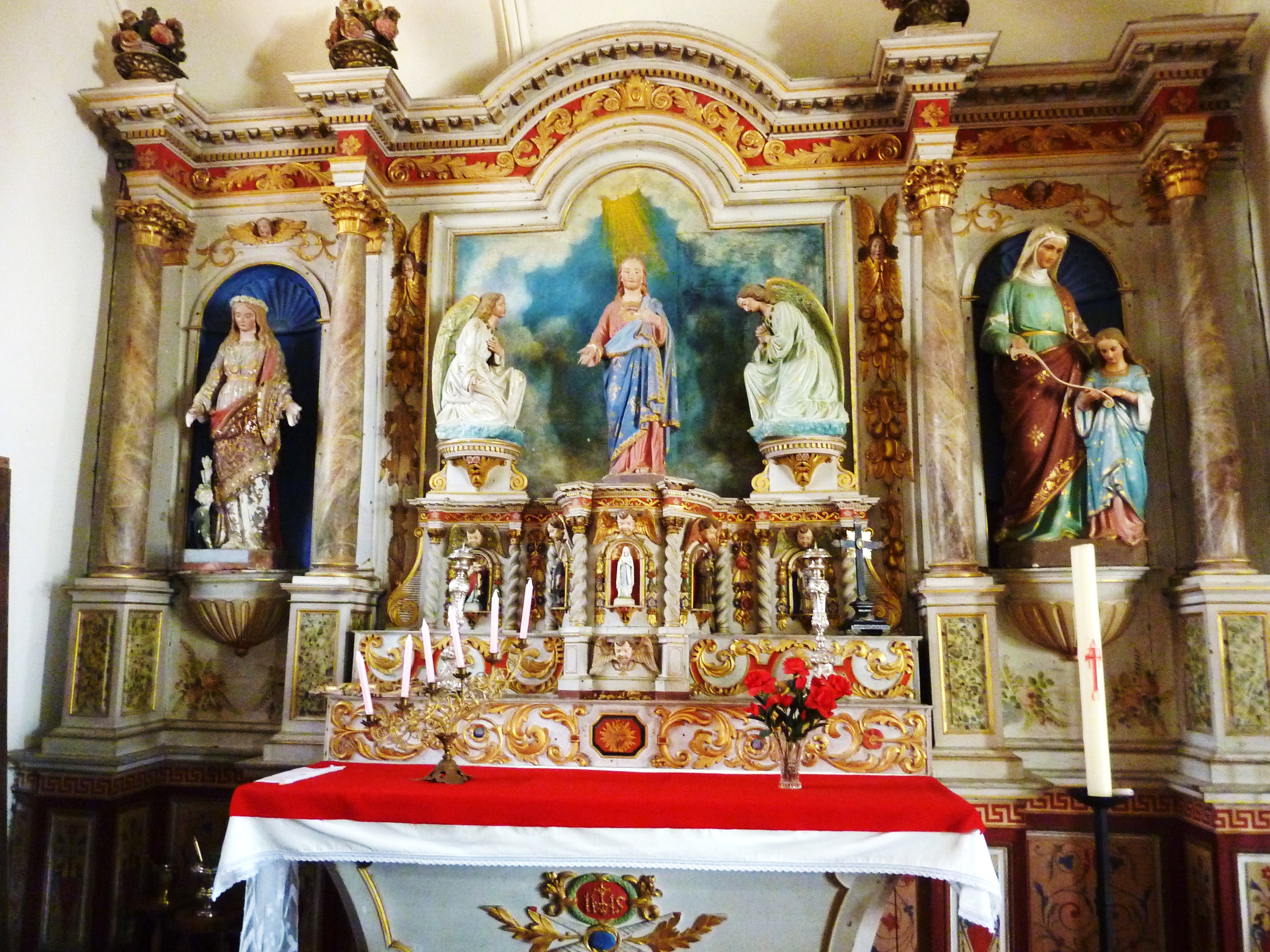
Trégrom : l'église paroissiale Saint-Brandan, le maître-autel.
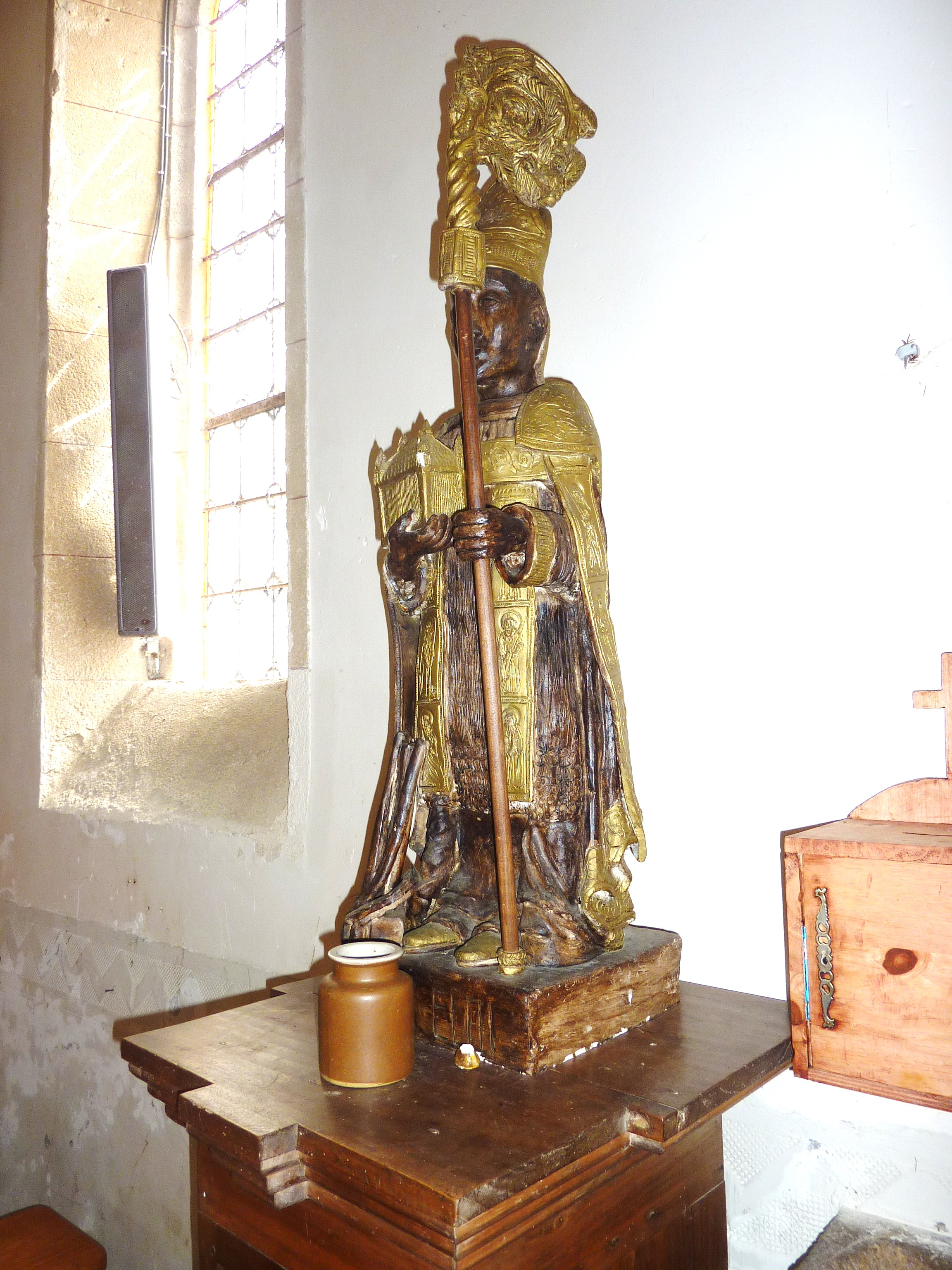
Trégrom : l'église paroissiale Saint-Brandan, statue de saint Éloi.
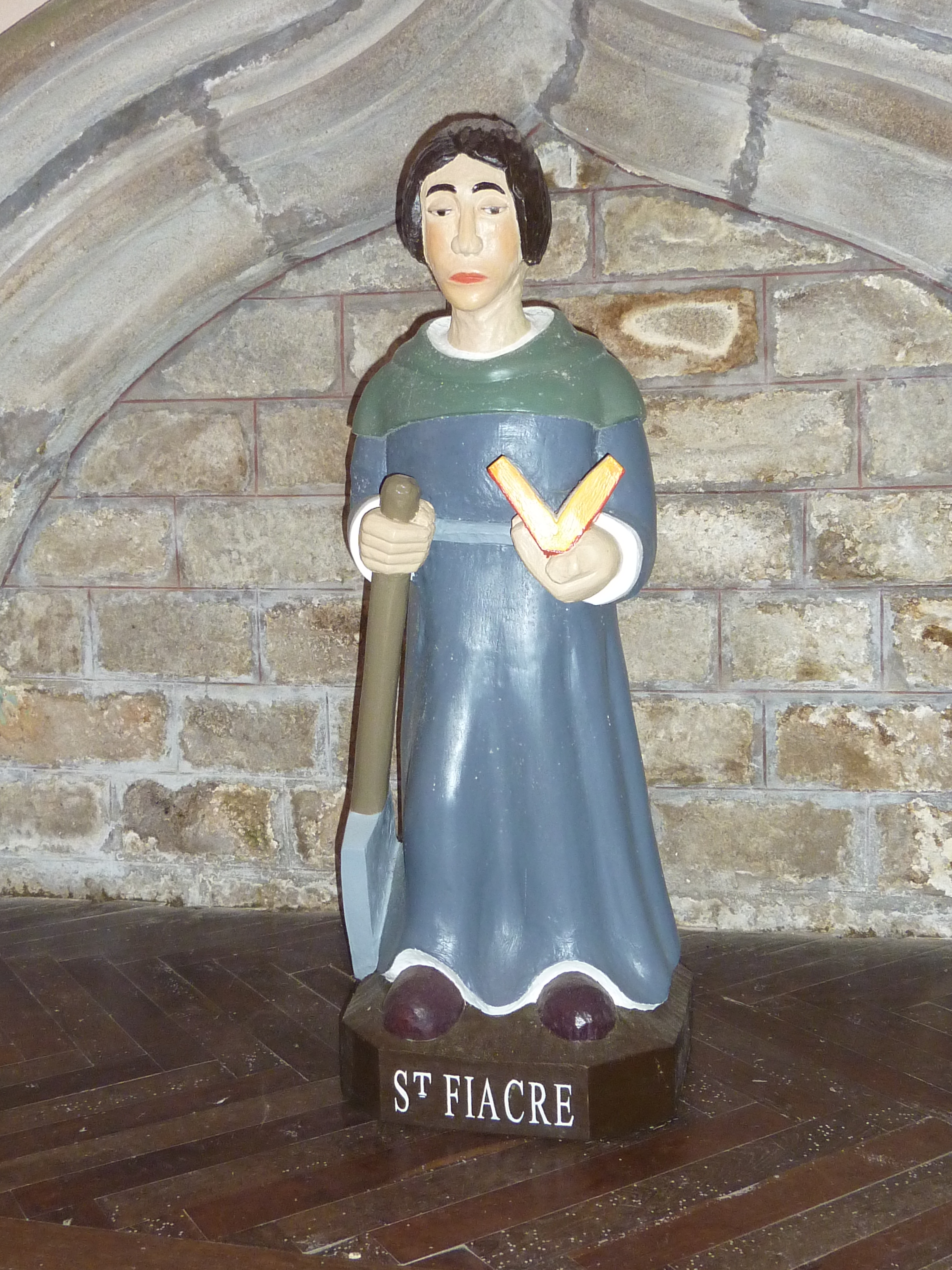
Trégrom : l'église paroissiale Saint-Brandan, statue de saint Fiacre.

- Le « sarcophage de Saint-Brandan » : ce sarcophage monolithique, qui date de l'époque carolingienne ou romane, est peut-être un « reposoir » (sépulture temporaire servant pendant les cérémonies funéraires), mais passe pour être le tombeau de saint Brandan, ou son embarcation (vaisseau de pierre) lorsque ce moine irlandais vint évangéliser la Bretagne ; il est toujours visible dans l'enclos paroissial[36].
- Chapelle Christ (XVIe siècle)
- Fontaine de la Chapelle du Christ
- Christ en Croix
- Tribune
- Manoir de Kermaman Izellan,
- Manoir du Lennic,
- Manoir du Gouer, avec une façade de style classique à appareillage de pierre de taille régulier, style de construction peu courante dans les manoirs ruraux avant le XIXe siècle. Cette demeure appartint successivement aux Maisons de : Conen de Pelan ; Léon de Treverret et Feydeau de Saint-Christophe. En 2009, on fit la restauration complète des peintures à l'huile
- Pont romain,
- Menhirs de Keranscot : près de la ferme de Keranscot, deux menhirs dénommés Men-Bras et Men-Bihan.
- Viaduc de Trégrom

### Personnalités liées à la commune
- Peter K. Alfaenger (Dantzig, 1939 - Guingamp, 2010), sculpteur réputé (on compte parmi ses œuvres la grande chouette de Cavan ou le pianiste de Lannion), a fini sa vie à Trégrom où il avait établi son « Zoo Fantastic ».
- Aurélie Olivier, poétesse née à Trégrom.